# فريدرش فيلهلم الثاني ملك بروسيا

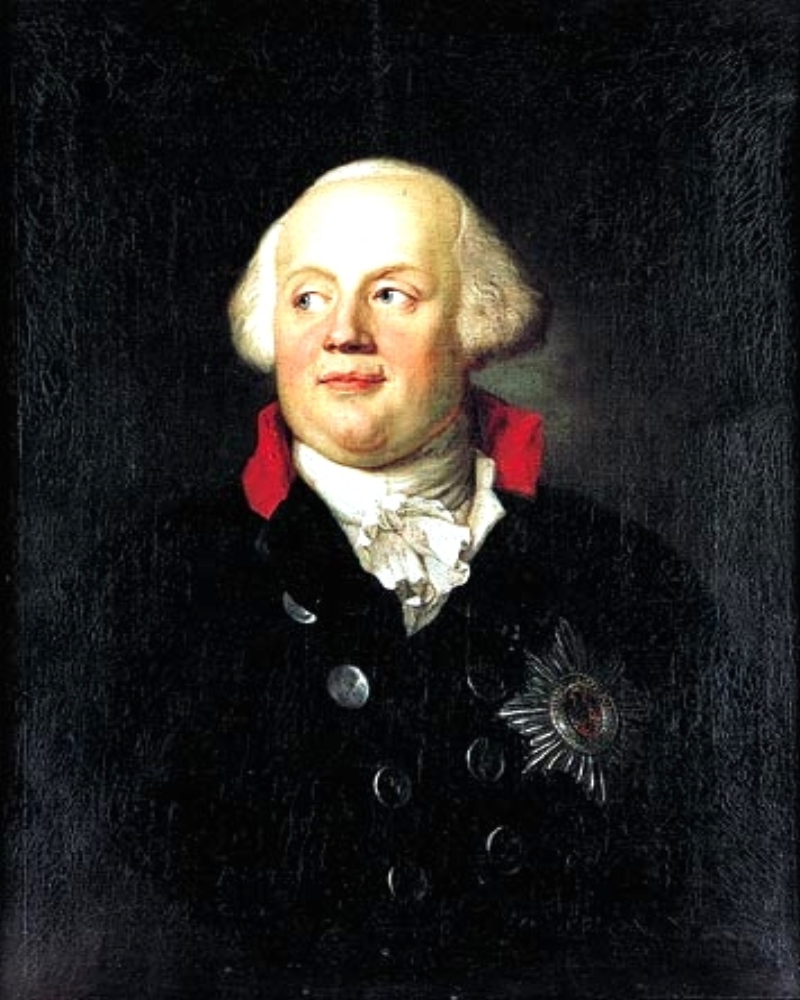
فريدرش فيلهلم الثاني

فريدرش فيلهلم الثاني (Friedrich Wilhelm II؛ برلين، 25 سبتمبر 1744 - بوتسدام، 16 نوفمبر 1797)؛ ملك بروسيا منذ عام 1786 حتى موته، كان في اتحاد شخصي أمير براندنبورغ الناخب والأمير السيد لإمارة نوشاتيل.

## سيرته

### النشأة
ولد فريدرش فيلهلم في برلين، ابن الأمير أوغست فيلهلم (الابن الثاني للملك فريدرش فيلهلم الأول) ولويزه من براونشفايغ-فولفنبوتل. كانت خالته الكبرى إليزابيث كريستين زوجة عمه الملك فريدرش العظيم.أصبح ولي عهد مفترض لعرش بروسيا عند وفاة والده سنة 1758، لأن الملك فريدرش لم يكن لديه أبناء. كان الصبي يميل إلى الهدوء ويحب المتعة، ينفر من أي نوع من الجهد المتواصل، وشهوانياً بطبيعته.
تزوج من إليزابيث كرستينه ابنة كارل الأول، دوق براونشفايغ فولفنبوتل في 14 يوليو 1765 في شارلوتنبورغ، وتم حله في سنة 1769. ثم تزوج من فريدريكه لويزه ابنة لودفيغ التاسع لاندغراف هسن-دارمشتات في 14 يوليو 1769 أيضاً في شارلوتنبورغ. رغم أن عائلته كانت كثيرة العدد من زوجته الثانية، كان خاضعاً تماماً لتأثير عشيقته فيلهلمينه إنكه (لاحقاً صارت الكونتيسة فون لشتناو)، وهي امرأة قوية الفكر وكثيرة الطموح، وكان له منها الكثير من الأبناء.

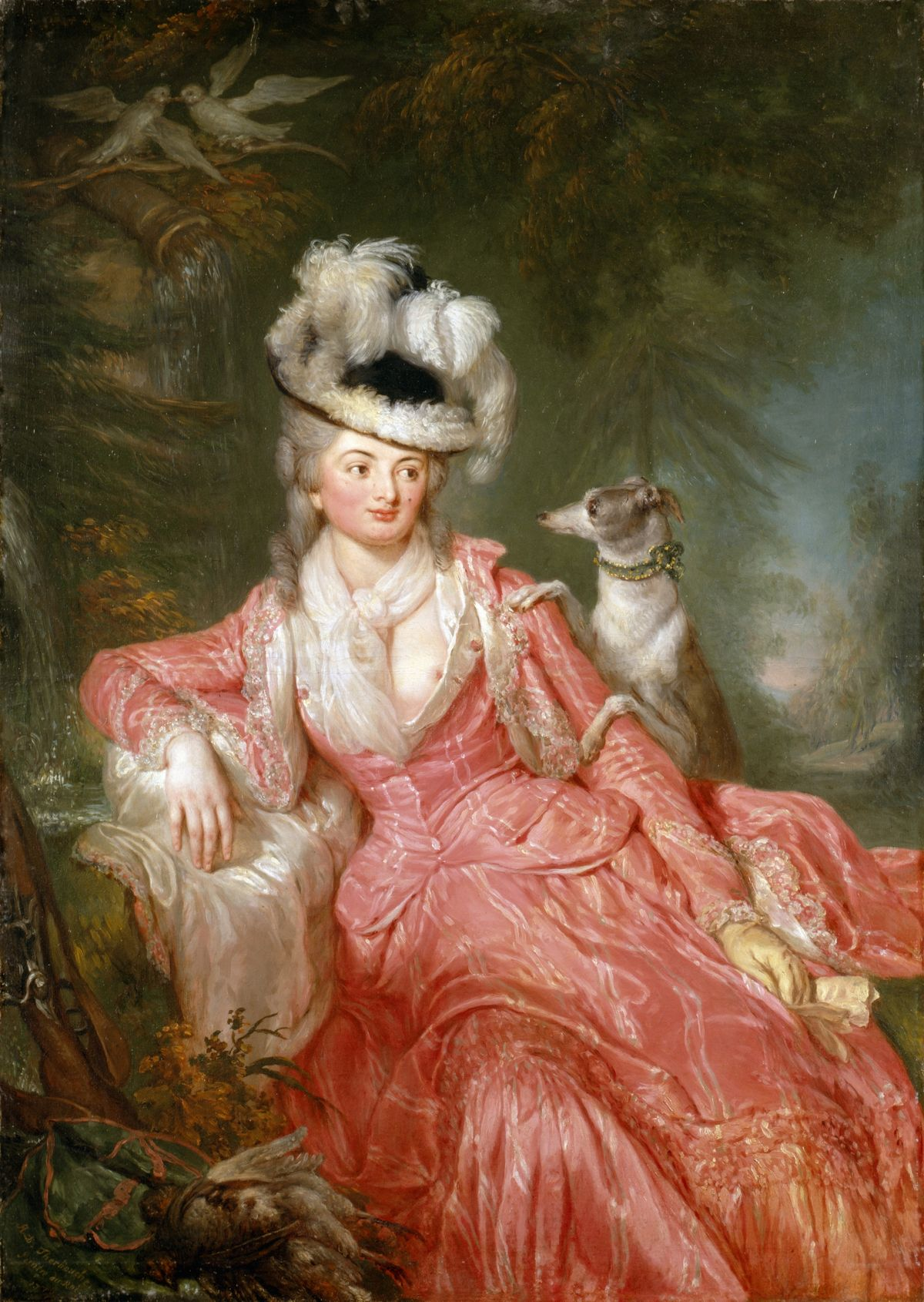
فيلهلمينه فون لشتناو

كان فريدرش فيلهلم قبل بدانة أواسط عمره رجلاً ذو طلة وسيمة متفردة، متمتعاً بصفات العقل الراجح، اهتم بالفنون فتمتع بتهوفن وموزارت برعايته، ونالت فرقته الخاصة سمعة على نطاق أوروبا. ولكن مزاجه الفني بالكاد يكون مطلوباً من ملك بروسيا عشية الثورة الفرنسية؛ وقد أعرب فريدرش العظيم الذي استخدمه في المهام مختلفة لا سيما في مهمة سرية فاشلة إلى لبلاط الروسي سنة 1780، علنا عن شكوكه في شخصية الأمير ومحيطه.

### ملك بروسيا
جعلت الأحداث من الشكوك تبدو مبررة، ففي الواقع تلى اعتلاء فريدرش فيلهلم للعرش (17 أغسطس 1786) سلسلة من التدابير للتخفيف من الأعباء على الشعب، فأصلح نظام جباية الضرائب الفرنسي القمعي الذي أدخله فريدرش، وشجع التجارة بتخفيض مستحقات الجمارك وأنشأ الطرق والقنوات. أعطى هذا شعبية كبيرة للملك الجديد لدى الجماهير؛ سـُـرّت الطبقات المتعلمة بإزالة الحظر الذي أقامه فريدرش على اللغة الألمانية، مع قبول كتاب ألمان في أكاديمية الفنون البروسية، وبالتشجيع الفعـّـال للمدارس والجامعات.
ولكن هذه الإصلاحات أُفسدت في مصدرها. سنة 1781، انضم فريدرش فيلهلم أمير بروسيا اللاحق والمائل للتصوف إلى جماعة الصليب الوردي، ووقع تحت تأثير القس يوهان كريستوف فون فولنر (1732-1800)، فكانت السياسة الملكية تـُـستوحى منه. بدأ فولنر الذي وصفه فريدرش العظيم ب«الكاهن الغادر وغير الأطوار،» حياته معلماً فقيراً لدى أسرة الجنرال فون إتسنبليتس، وهو نبيل من مرغريفية براندنبورغ. بعد وفاة الجنرال ولفضيحة الملك والنبلاء، تزوج من ابنة الجنرال، وبمساعدة حماته استقرت في حيازة صغيرة. اكتسبت سمعة رجل اقتصاد كبيرة من تجاربه العملية وكتاباته، إلا أن طموحه لم يكن ليرضى بهذا فحسب، فسعى لتوسيع نفوذه بالانضمام إلى الماسونية أولاً وبعد ذلك إلى جماعة الصليب الوردي. فولنر، بشخصيته المثيرة للإعجاب وسهل إذا بلاغة سطحية، كان الرجل المناسب لقيادة حركة من هذا النوع. انتشرت الجماعة تحت تأثيره بسرعة، وسرعان ما وجد نفسه المدير الأعلى (Oberhauptdirektor) لدوائر عديدة شملت في عضويتها ضباط وأمراء ومسؤولين كبار، كصليبي وردي اشتغل فولنر بالخيمياء وفنون الصوفية الأخرى، وكان أيضاً متعصباً للمسيحية الأرثوذكسية، وكذلك مفهوم التنوير بشأن الدين كعامل مهم في الحفاظ على النظام العام. قبل أشهر قليلة من وفاة فريدرش الثاني، كتب فولنر لصديقه الصليبي الوردي يوهان رودولف فون بيشوفسفردر (1741-1803) بأن طموحه الأعلى كان بأن يـُـعين على رأس إدارة الشؤون الدينية كمجرد أداة في يد الأورميسوس (Ormesus؛ الاسم الصليبي الوردي لأمير بروسيا) «من أجل إنقاذ ملايين الأرواح من الجحيم وإعادة البلاد بأسرها إلى الإيمان بيسوع المسيح.»
لقد استدعى فريدرش فيلهلم الثاني رجلاً من هذا النوع إثر تتويجه مباشرة ليكون مستشاراً له. في 26 أغسطس 1786 تم تعيين فولنر مستشار المالي الخاص للملك (Geheimer Oberfinanzrath)، وفي 2 أكتوبر 1786 تمت ترقيته نبيلاً. كان في واقع الحال رئيساً للوزراء رغم أنه لم يـُـعين كذلك؛ فكان هو من يقرر في جميع الشؤون الداخلية، وقد كانت إصلاحات العهد الجديد المالية والاقتصادية تطبيقاً لنظرياته. استدعي أيضاً بيشوفسفردر وكان مايزال رائداً بسيطاً ليكون مستشارا للملك؛ وبات بحلول العام 1789 القائد العام للجيش. كانت فولنر المعارضة في البداية قويةً بما يكفي لمنع توليه أمور الإدارة الدينية، ولكنه تجاوزها هي الأخرى بمرور الوقت، وفي 3 يوليو 1788 عـُين مستشار خاص نشط للدولة والعدل ورئيساً للقسم الروحي للشؤون الكاثوليكية واللوثرية. من هذا الموقع اتبع فولنر إصلاحات دينية طويلة الأمد في الدولة البروسية.
أظهر الملك حماسه لمساعدة حملة فولنر. في 9 يوليو 1788 أُصدر المرسوم الديني الشهيرة الذي منع الوزراء الإنجيليين من تعليم أي شيء غير وارد في رسالة كتبهم الرسمية، ودعى إلى ضرورة حماية الدين المسيحي من «التنويريين» (Aufklärer)، ووضع المؤسسات التعليمية تحت إشراف رجال الدين الأرثوذكس. في 18 ديسمبر 1788 صدر قانون الرقابة الجديد، لتأمين أرثوذكسية جميع الكتب المنشورة، وأخيرا، في عام 1791، تم إنشاء نوع من محاكم التفتيش البروتستانتية في برلين (Immediate-Examinationscommission) لمراقبة جميع التعيينات الكنسية والدراسية. رغم الانتقادات العديدة لمرسوم فولنر الديني، كان خطوة هامة والتي أظهرت في الواقع عامل مهم لاستقرار الدولة البروسية. هدف إلى حماية حقوق متعدد الطوائف المنصوص عليها في صلح وستفاليا لعام 1648، كان القصد من أحكام مرسوم فولنر الوقاية من الصراعات الدينية بفرض نظام بحدود ترعاها الدولة. وكان المرسوم كذلك خطوة بارزة إلى الأمام فيما يتعلق بحقوق اليهود والمينونايت وأخوة الهرنهوت، الذين تحصلوا الآن على كامل حماية الدولة. كانت سياسة من هذا القبيل هامة للحفاظ على استقرار المجتمع المدني، نظراً للانقسامات الطائفية داخل المجتمع البروسي، بشكل أساسي بين اللوثريين والكالفينيين وأيضاً الكاثوليك على نحو متزايد.
في حماسته لإقامة النموذج البروسي للدولة المسيحية المستقرة، فاق فريدرش فيلهلم وزيره؛ حتى أنه اتهم فولنر ب«التكاسل والتفاخر الزائف» لفشله المحتوم في محاولته لتنظيم الرأي من الأعلى، وفي سنة 1794 أقاله من إحدى مناصبه العلمانية لعله يجد مزيداً من الوقت «لتكريس نفسه لأمور الله»؛ بمرسوم بعد آخر استمر الملك حتى نهاية عهده بوضع الأنظمة «من أجل الحفاظ على مسيحية صحيحة ونشطة في دولته، كمسار لخشية حقيقية من الرب.»
ولكن موقف الملك تجاه الجيش والسياسة الخارجية كان أكثر مصيرية لبروسيا، كان الجيش ركيزة الدولة البروسية الأساسية، وهي الحقيقة التي أدركها فريدرش فيلهلم الأول وفريدرش الكبير تماماً على حد سواء، وكان اهتمامهما الأول منصباً على الجيش، وكان قد حافظت الكفاءة من خلال الإشراف المستمر الشخصية. فريدرش فيلهلم، الذي لم يكن له طعم للشؤون العسكرية، وطرح سلطته باسم «أمير الحرب» (Kriegsherr) في لجنة تحت مجمع حربي أعلى (Oberkriegs-Collegium) بقيادة دوق براونشفايغ والجنرال فيشارد فون مولندورف. كان هذه بداية العملية التي انتهت في 1806 بمعركة يينا.
وفي هذه الظروف، لم يعد تدخل فريدرش فيلهلم في الشؤون الأوروبية بالفائدة المرجوة على بروسيا. كان دخوله الحملة الهولندية عام 1787 لأسباب عائلية بحتة ناجحاً في الواقع، ولكن بروسيا لم تستلم حتى تكلفة تدخلها. فشلت محاولة للتدخل في حرب روسيا والنمسا ضد الامبراطورية العثمانية؛ لم تتمكن بروسيا في الحصول على أي أراضي من إنذارات الحلفاء، وشكلت إقالة فون هرتسبرغ (5 يوليو 1791) تخلياً نهائياً لسياسة عداء فريدرش الكبير التقليدي للنمساويين.

### الثورة
في الوقت الذي دخلت فيه الثورة الفرنسية مراحل تنذر بالخطر، اتفق فريدرش فيلهلم باجتماع في قلعة بيلنيتس مع الإمبراطور ليوبولد الثاني على المشاركة في دعم قضية الملك لويس السادس عشر في أغسطس 1791، ولكن شخصية الملك واضطراب اقتصاد البروسي بسبب اسرافه لم تعطيا وعداً بأي أعمال ذات فعالية. تم توقيع تحالف رسمي في 7 فبراير 1792، وشارك فريدرش فيلهلم شخصياً في حملتي 1792 و1793. ولكن قلة الأموال أعاقته، وكان مستشاروه منشغلين بشؤون بولندا الواعدة بغنائم أكثر غنى مما كان يحتمل أن يكتسبها من الحملة المعادية للثورة في فرنسا. ملأت خزائنه معاهدة دعم مالي مع القوى البحر (19 أبريل 1794)؛ ولكن التمرد في بولندا في أعقاب تقاسمها سنة 1793، وتهديد التدخل الروسي الأحادي، جعلاه يسارع في عقد معاهدة بازل المنفصلة مع الجمهورية الفرنسية (5 أبريل 1795)، وهو ما اعتبرته الممالك الكبيرة بمثابة خيانة، وترك بروسيا معزولة معنوياً في أوروبا عشية نضال هائل بين مبدأ الملكية والعقيدة الثورة السياسية الجديدة.
دفع الجيش البروسي ثمناً باهظاً للأراضي المكتسبة على حساب بولندا عامي 1793 و 1795، وعندما مات فريدرش فيلهلم في 16 نوفمبر 1797 ببوتسدام، ترك الدولة في حالة إفلاس وتخبط، اضمحل الجيش وكذا مصداقية النظام الملكي؛ الملك نفسه كان معروفاً لدى الشعب ب«ابن الحرام البدين» (Der dicke Lüderjah). وخلفه ابنه فريدرش فيلهلم الثالث.

## الذرية
أبناء فريدرش فيلهلم الثاني:
- من إليزابيث كرستينه أولريكه براونشفايغ فولفنبوتل:
  - فريديريكه (1767-1820)، أصبحت دوقة يورك بزواجها من فريدريك دوق يورك.
- من فريديريكه لويزه هسن دارمشتات:
  - فريدرش فيلهلم الثالث (1770-1840)
  - كرستينه (1772-1773)
  - فريدرش لودفيغ كارل (1773-1796)
  - فيلهلمينه بروسيا (1774–1837)، زوجة فيلم فان أورانج، والذي أصبح بعد ذلك فيلم الأول ملك هولندا
  - أوغسته بروسيا (1780–1841)، زوجة فيلهلم الثاني ناخب هسن.
  - كارل (1781-1846).
  - فيلهلم (1783-1851).

إلى جانب علاقته بمحظيته الكونتيسة ليشتناو، كان الملك متعدد الزوجات فتزوج من اثنتين زواجاً مرغنطياً مع يولي فون فوس وصوفي فون دونهوف.

## روابط خارجية
- فريدرش فيلهلم الثاني ملك بروسيا على موقع الموسوعة البريطانية (الإنجليزية)
- فريدرش فيلهلم الثاني ملك بروسيا على موقع ميوزك برينز (الإنجليزية)